# Алекса Лазаревич
Але́кса Ла́заревич — новгородский писец начала XII века. Был сыном пресвитера Лазаря, служил новгородскому князю Мстиславу Владимировичу.

## Биография
Алекса Лазаревич являлся писцом, а по мнению Л. П. Жуковской ещё и редактором-составителем Мстиславова евангелия, созданного между 1103—1117 годами в Новгороде по заказу Мстислава Великого для церкви Благовещения, что была заложена в 1103 году. Над евангелием работал вместе со златописцем Жаденом.
Некоторыми исследователями было уделено внимание приписке писца: «азъ бо грешьный рабъ Алекса написахъ сие Еуангелие, сынъ Лазаревъ, прозвутера». Л. П. Жуковская выдвинула предположение, что приписка Алекса Лазаревича про своего отца, в отличие от златописца Жадена и переплётчика рукописи Наслава, позволяет идентифицировать с историческим лицом. Этим лицом является киевский священник и литератор Лазарь, игумен Михайловского Выдубицкого монастыря. Исследователь исходила от присутствия имени в приписке, хорошей выучки как писца, возможностью использовать оригиналы из крупных церквей или монастырей, вероятного киевского происхождения по языку использования при создании евангелия. По мнению Л. В. Столяровой, данная приписка о пресвитере Лазаре не может свидетельствовать про тождественность с игуменом Лазарем. Согласно летописным данным «Повести временных лет», уже в 1088 году Лазарь был игуменом, а потому во время создания Мстиславова евангелия он не мог быть пресвитером (нижний священнический чин чем игумен).